# Shōwa (Ära)
Shōwa (japanisch 正和) ist eine japanische Ära (Nengō) von April 1312 bis März 1317 nach dem gregorianischen Kalender. Der vorhergehende Äraname ist Ōchō, die nachfolgende Ära heißt Bunpō. Die Ära fällt in die Regierungszeit des Kaisers (Tennō) Hanazono.
Der erste Tag der Shōwa-Ära entspricht dem 27. April 1312, der letzte Tag war der 15. März 1317. Die Shōwa-Ära dauerte sechs Jahre oder 1784 Tage.

## Ereignisse
- Hōjō Hirotoki ist Regent in Japan
- 1316 Mönch Kōhō Kennichi der Rinzai-shū stirbt